# Trollmossesläktet
Trollmossesläket (Cyrtomnium) är en familj av bladmossor som växer på fuktig kalkhaltig jord.  Cyrtomnium omfattar två arter globalt varav båda i Norden, mest i fjällen. Trollmossorna är små eller medelstora, med ljusgröna eller blekt blågröna blad. Stammen är mörk, svartaktig.